# 大久秀憲
大久 秀憲（おおひさ ひでのり、1972年10月24日 - ）は、日本の小説家。

## 略歴
- 宮城県桃生郡鳴瀬町[1]（現在の東松島市）出身、東京都文京区在住。
- 早稲田大学第一文学部文学科文芸専修卒業。
- 1996年、「葛西夏休み日記帳」で第13回早稲田文学新人賞受賞。
- 2001年、「ロマンティック」で第24回すばる文学賞受賞。

## 作品リスト

### 単行本
- 『ロマンティック』（2001年1月、集英社、ISBN 9784087745047）
  - 初出:『すばる』2000年11月号

### 単行本未収録作品
- リスボン物語（『すばる』2001年6月号）
- 夏の魚（『すばる』2002年12月号）
- セピア（『すばる』2003年5月号）
- 浦江の家に行く日（『WB』vol.05_2006_07）
- タンジール（『WB』vol.10_2007_fall）
- 地理を追って（『早稲田文学』2015年秋号）